# Gioberti (cognome)
Gioberti è un cognome di lingua italiana.

## Varianti
Chiaberge, Chiabergia, Chiaberti, Chiabra, Chiabrera, Chiabrero, Cibrario, Gioberge, Giobergia, Giubergia.

## Origine e diffusione
Il cognome è tipicamente piemontese.
Potrebbe derivare dal termine latino medioevale bersa, "recinto per animali", e dal piemontese ciabrera, "caprile"; alternativamente, potrebbe risalire al prenome Godeberto, dal germanico god, "Dio", e berth, "illustre". È semanticamente affine ai cognomi italiani Bersani, Capra, Verbicaro e Zimmaro, al cognome francese Joubert e al cognome sardo Cabras.
Le varianti Chiabra, Chiabrera, Chiaberge, Cibrario e Gioberge sono liguri e piemontesi.

## Persone
- Vincenzo Gioberti –  presbitero, patriota e filosofo italiano
- Luciano Gisberti, all'anagrafe Luciano Gioberti – allenatore e calciatore italiano